# Hagsätrastråket
Hagsätrastråket är ett promenadstråk och en vandringsled i Stockholms kommun med en total längd på cirka 12 km. Stråket är ett av 19 gångstråk i Stockholm och sträcker sig från stadsdelen Hagsätra till Stortorget i Gamla stan. 
På sin väg leder stråket bland annat genom Stockholms södra förorter Rågsved, Högdalen, Bandhagen och Stureby. Via Enskedefältet och förbi Enskede gård går leden genom Årsta, förbi koloniträdgårdarna vid södra Årstaviken över Skansbron till Södermalm. På Södermalmssidan promenerar man genom Helgalunden, Rosenlundsparken och Fatbursparken, över Centralbron och slutligen till Gamla stan. Stråket ansluter huvudsakligen till tunnelbanans Gröna linjen.
Stockholms stad har givit varje stråk ett passande motto. Med anspelning på Vantörs kyrkas kyrktupp och kolonitäppor vid Årstaviken lyder mottot för Hagsätrastråket: Från tuppar i Högdalen till täppor vid Årstaviken.

## Sträckningen

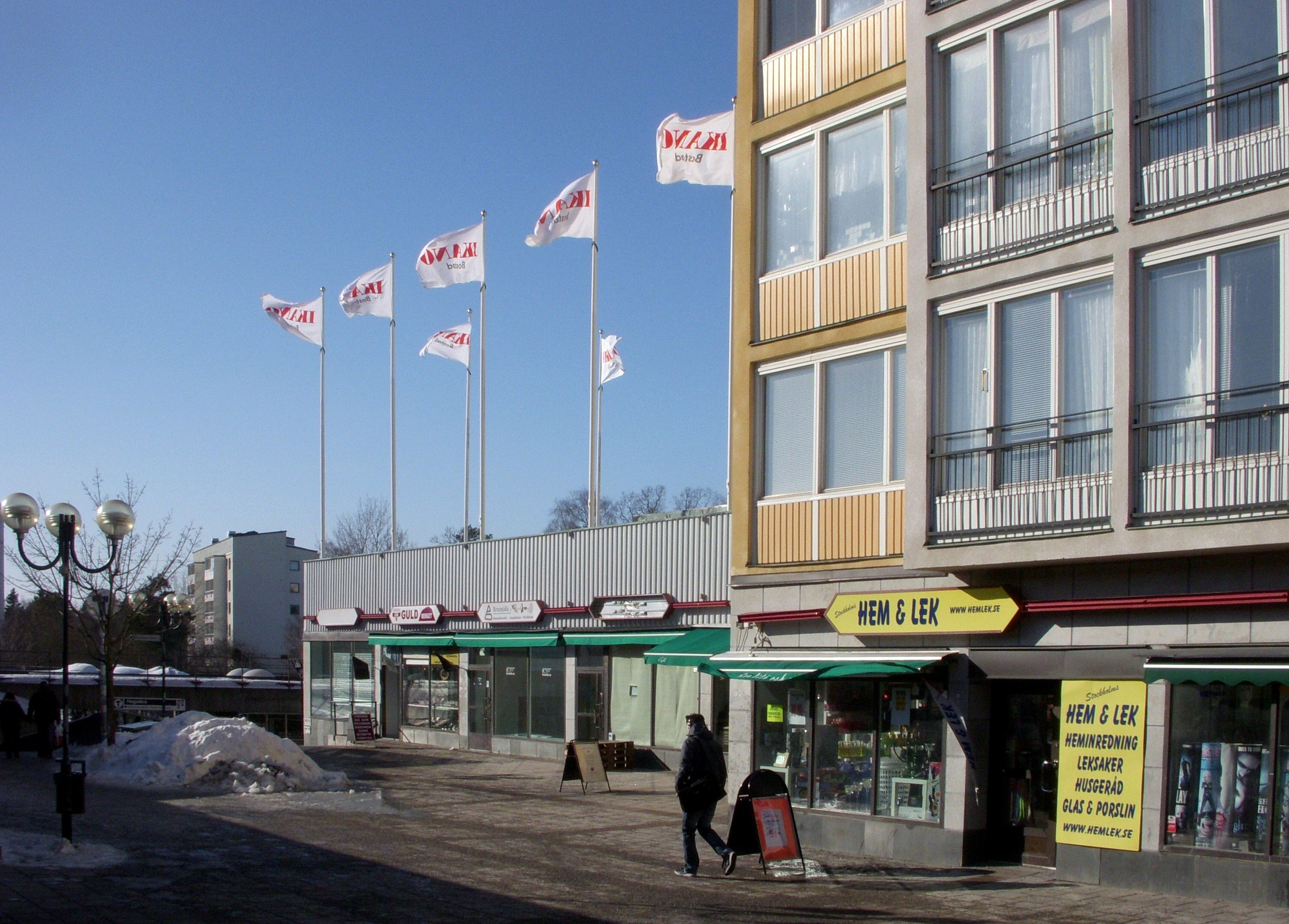
Start: Hagsätra centrum.

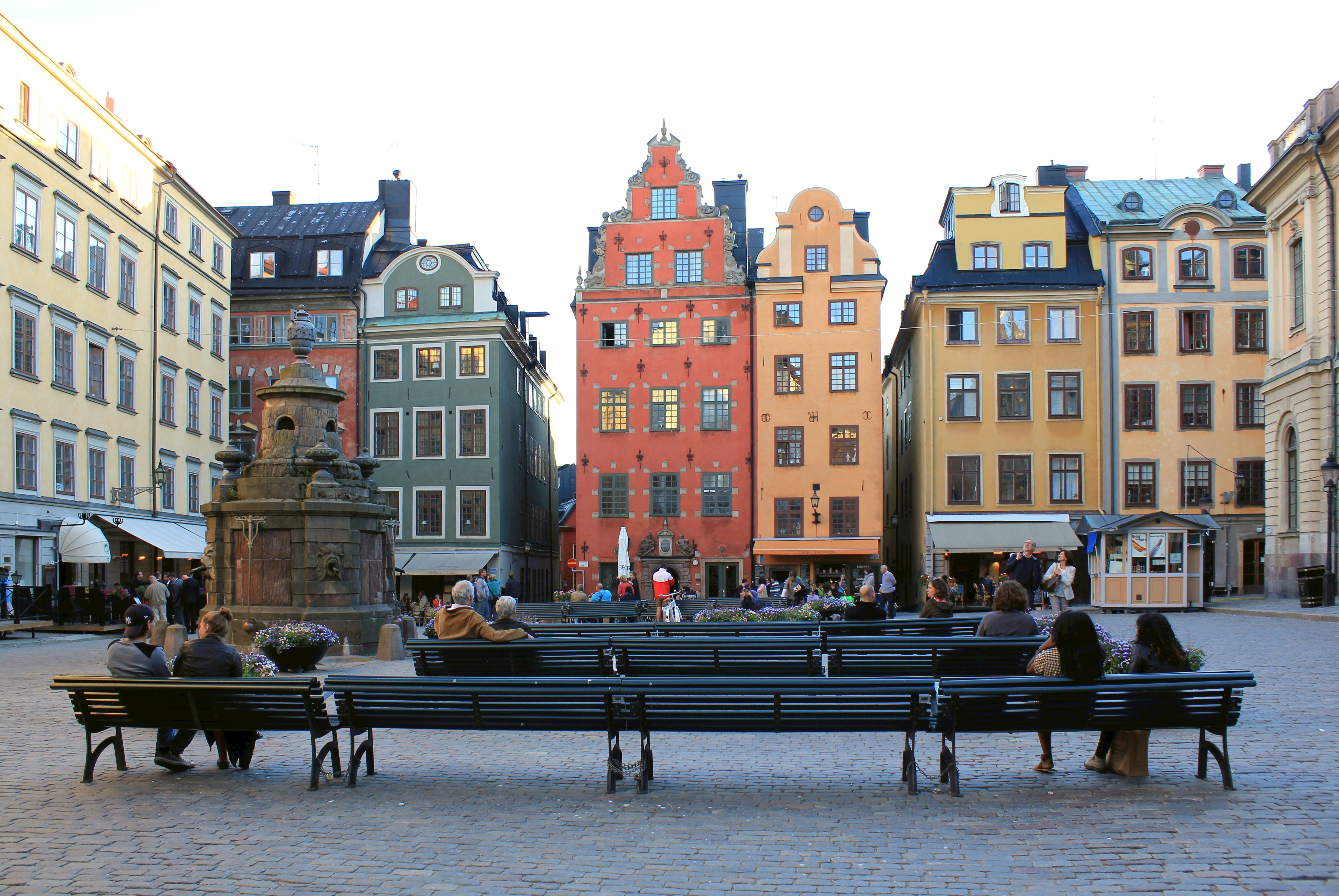
Mål: Stortorget i Gamla Stan.

Hagsätrastråket börjar i stadsdelen Hagsätra i Söderort. Som så många av Stockholms förortar har även Hagsätra sitt namn efter ett torp, i detta fall torpet Hagsätra som lydde under Älvsjö gård. Marken förvärvades 1930 av Stockholms stad men det dröjde till 1957 innan det moderna Hagsätra växte fram. Nästa stadsdel är Rågsved, även den uppkallad efter ett torp med samma namn som lydde under godset Örby. År 1953 togs en stadsplan för området fram, varpå bebyggelsen uppfördes, huvudsakligen mellan 1955 och 1957. Tunnelbanans gröna linje drogs också hit under samma tid. 1959 bröts Hagsätra ut från Bandhagen och bildade en egen stadsdel.
Stråket passerar nu dalgången där Magelungsvägen och Nynäsbanan sträcker sig fram. Nästa anhalt är Högdalen, ursprungligen ett torp under Örby. Redan vid sekelskiftet 1900 fanns planer på att exploatera marken och villatomter avstyckades, men någon villabebyggelse kom aldrig till stånd. Istället  uppfördes en förort med inspiration av ABC-staden Vällingby. 1956 stod merparten av bebyggelsen klar. I Högdalen märks det 11 våningar höga, så kallade  ”Tupphuset”, ritat av arkitekt Curt Strehlenert och Vantörs kyrka, ett verk av Alfreds & Larsén arkitektkontor. Kyrkbyggnaden är sedan 2001 ett kyrkligt kulturminne. Kyrkans förgyllda tupp skapades 1960 av skulptören Arne Jones och valdes till Årets kyrktupp 1997, den blev även Högdalens emblem.
Nästa 1950-talsförort är Bandhagen, vars centrum ritades 1954 av arkitekt Curt Strehlenert och är klassat som kulturhistoriskt värdefull av Stockholms stadsmuseum. Efter Bandhagen går vandringen genom villakvarter från 1920- och 30-talen i Stureby och Enskedefältet. Det senare bebyggdes i början på 1930-talet som en trädgårdsstad med huvudsakligen egnahem i självbyggeri och i Stockholms stads småstugebyrås regi. Området med idag över 400 småhus planerades efter ett enkelt, symmetriskt rutnätsmönster med Vårflodsparken som ett grönt stråk i mitten, där Valla å en gång i tiden rann fram. 
Sedan man korsat Vårflodsparken och Sockenvägen väntar Enskede gård som är namnet på både  stadsdelen Enskede gård och det tidigare storgodset Enskede gård. Gården omtalades första gången 1397. Nuvarande huvudbyggnad stod färdig 1807. Under Axel Odelbergs tid på 1800-talets mitt, utvecklades gården till ett mönsterjordbruk och ett av Sveriges mest inkomstbringande storgods. Enskede gårds vidsträckta ägor förvärvades 1904 av Stockholms stad och var då stadens första och största markförvärv utanför tullarna. På Enskede gårds gamla ägor anlades både Stockholms första trädgårdsstad, Södra begravningsplatsen och Stockholms stads slakthus.
Vandringen fortsätter på krokiga lokalgator genom östra delen av Årsta och Årstaskogen och ner till Årstavikens södra strandpromenad. Här ligger två av Stockholms koloniträdgårdar: Dianelunds koloniträdgårdsförening  och Skanskvarns koloniträdgårdsförening båda från 1917. Från strandpromenaden märks Eriksdalsbadets anläggning vid Årstavikens norra sida och vänder man blicken åt öster syns ett ”virrvarr” av broar: Fredriksdalsbron längst ner, däröver Johanneshovsbron och Skanstullsbron och längst bort den lilla Skansbron. Halvvägs under Johanneshovsbron står fortfarande huvudbyggnaden med flyglar från Sundsta gård, ursprungligen ett torp under Enskede.
På Skansbron öppnar sig en fin vy över några av Stockholms nyare bostadsområdena: Norra Hammarbyhamnen, Södra Hammarbyhamnen och Fredriksdal. Sedan man passerat över Hammarbyslussen går Hagsätrastråket på Södermalmssidan genom Eriksdalslunden och över Ringvägen mot norr till området Helgalunden, vars stadsplan 1913 ritades av Per Olof Hallman. Här ligger bland annat  Allhelgonakyrkan, som är uppförd i nationalromantisk stil efter ritningar av arkitekt Joel Norborg. Kyrkan har en särställning bland Stockholms innerstadskyrkor genom att vara byggd i trä för att efterlikna äldre tiders landsortskyrkor. Helgalunden har fått sitt namn efter kvarnägaren Helge Helgesson och väderkvarnen Helgan som fanns här på Tjurberget i slutet av 1600-talet. En rest från den tiden utgör mjölnarens lilla stuga som ligger kvar i parkens västra del.
Nästa park på Hagsätrastråket heter Rosenlundsparken, vilken började anläggas 1937 som ett av Stockholms parkstråk och skulle bli en del av ett öst-västlig parkbälte mellan Vitabergsparken och Tantolunden. Gestaltningen följde den så kallade Stockholmsstilen, en parkarkitektur som praktiserades i Stockholm sedan slutet av 1930-talet och som introducerades av dåvarande stadsträdgårdsmästare i Stockholm, Holger Blom. En relativ nyanlagd park väntar lite längre norrut, det är Fatbursparken,  som skapades i början av 1990-talet och är en del av den halvcirkelformade Bofills båge. Parken ritades av White arkitekter och bågen av den katalanske arkitekten Ricardo Bofill. Intill östra sidan av parken reser sig den 104,10 meter höga Söder torn. Hela området var ursprungligen sjön Fatburen som genom landhöjningen blev mindre och mindre och  slutligen på 1850-talet fylldes igen i samband med järnvägsbyggandet av Södra Station.
Hagsätrastråket sträcker sig nu längs med den historisk intressanta Kvarngatan. Som namnet antyder har gatan sitt namn efter några av Stockholms väderkvarnar, nämligen Stora och Lilla Somens kvarn samt Christian Hanssons kvarn som låg här på 1600- och 1700-talen. Det var troligen den senare som utlöste den stora Katarinabranden 1723. Vandringen går sedan över Mariakyrkans kyrkogård där bland andra Evert Taube fann sin sista vila. Sista delen av vandringen är gemensam med Norsborgsstråket, Huddingestråket samt Fruängenstråket och går över Centralbron som är järnvägens hårt trafikerade Getingmidjan. Därifrån leder Hagsätrastråket genom Gamla stans tunnelbanas gångtunnel till Mälartorget och sista biten via Kåkbrinken till Stortorget där samtliga 19 gångstråk har sin slutdestination.

## Bilder

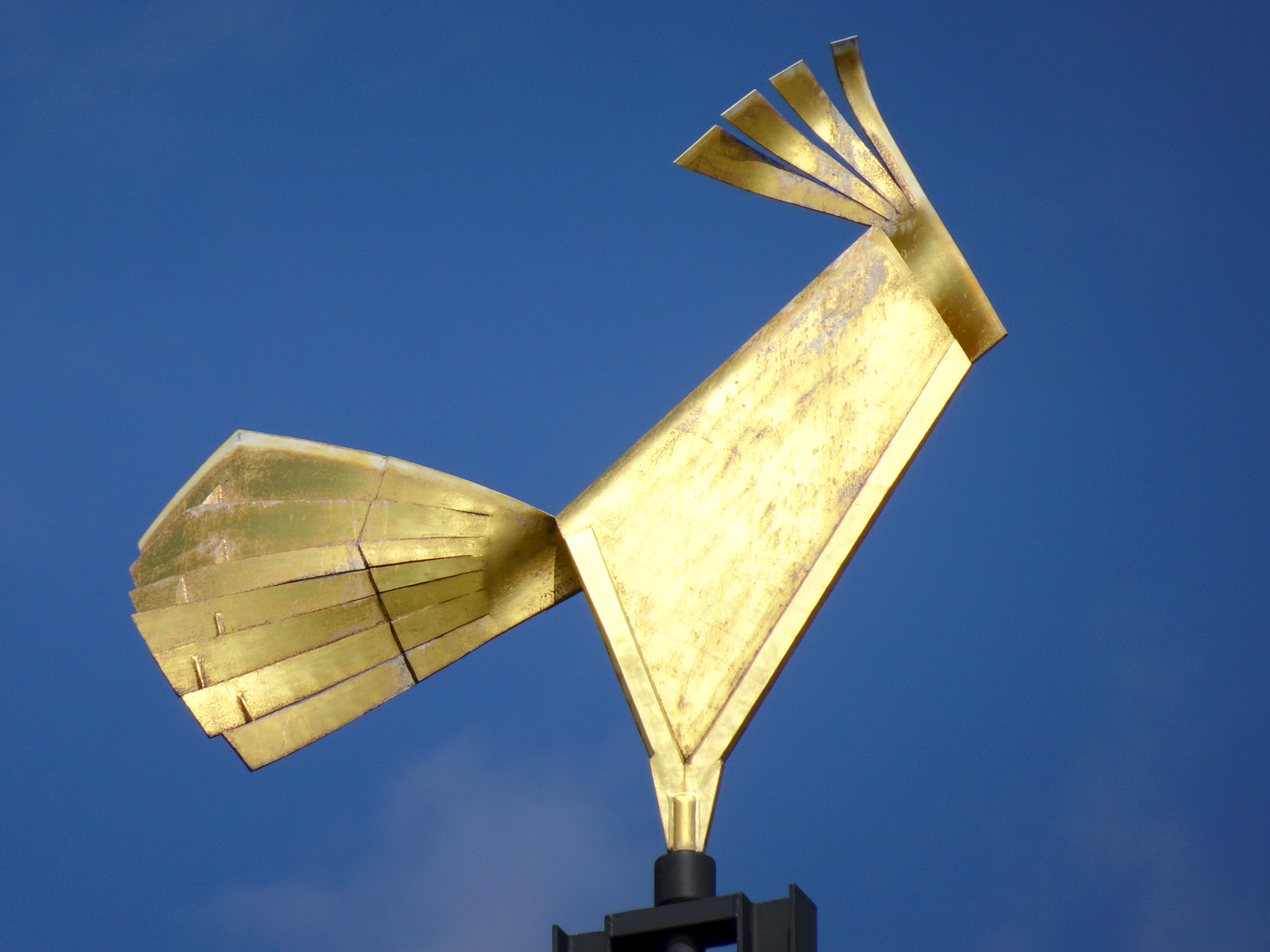
Vantörs kyrkas tupp som blev emblem för hela Högdalen.
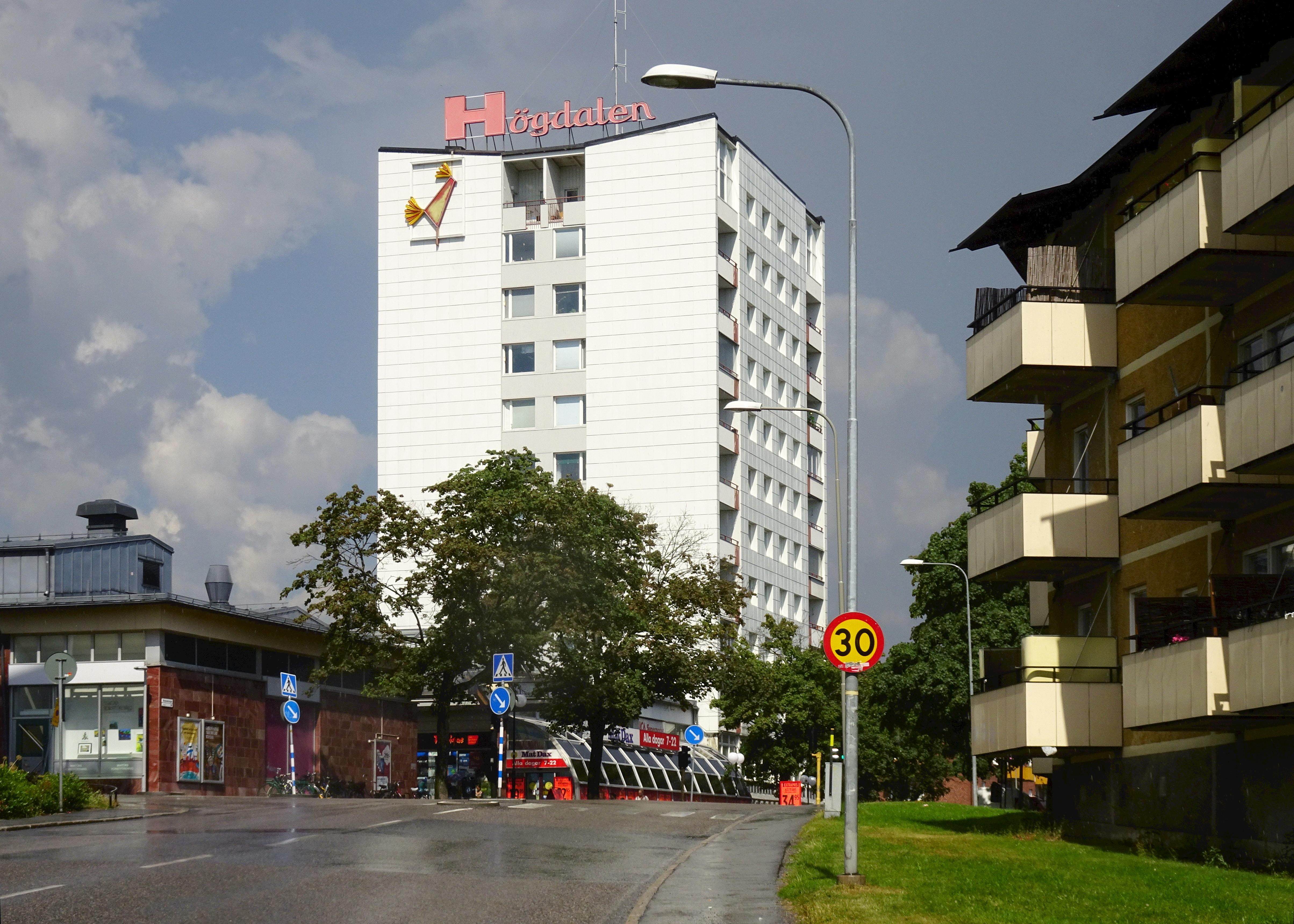
Högdalens centrum med "Tupphuset".
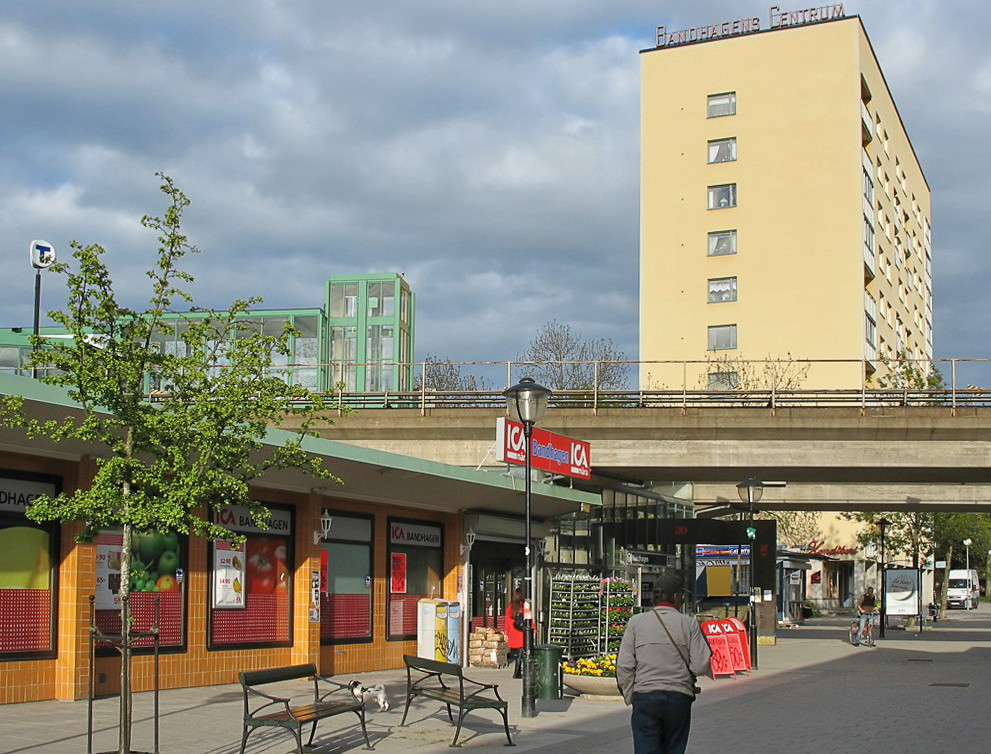
Bandhagens centrum.
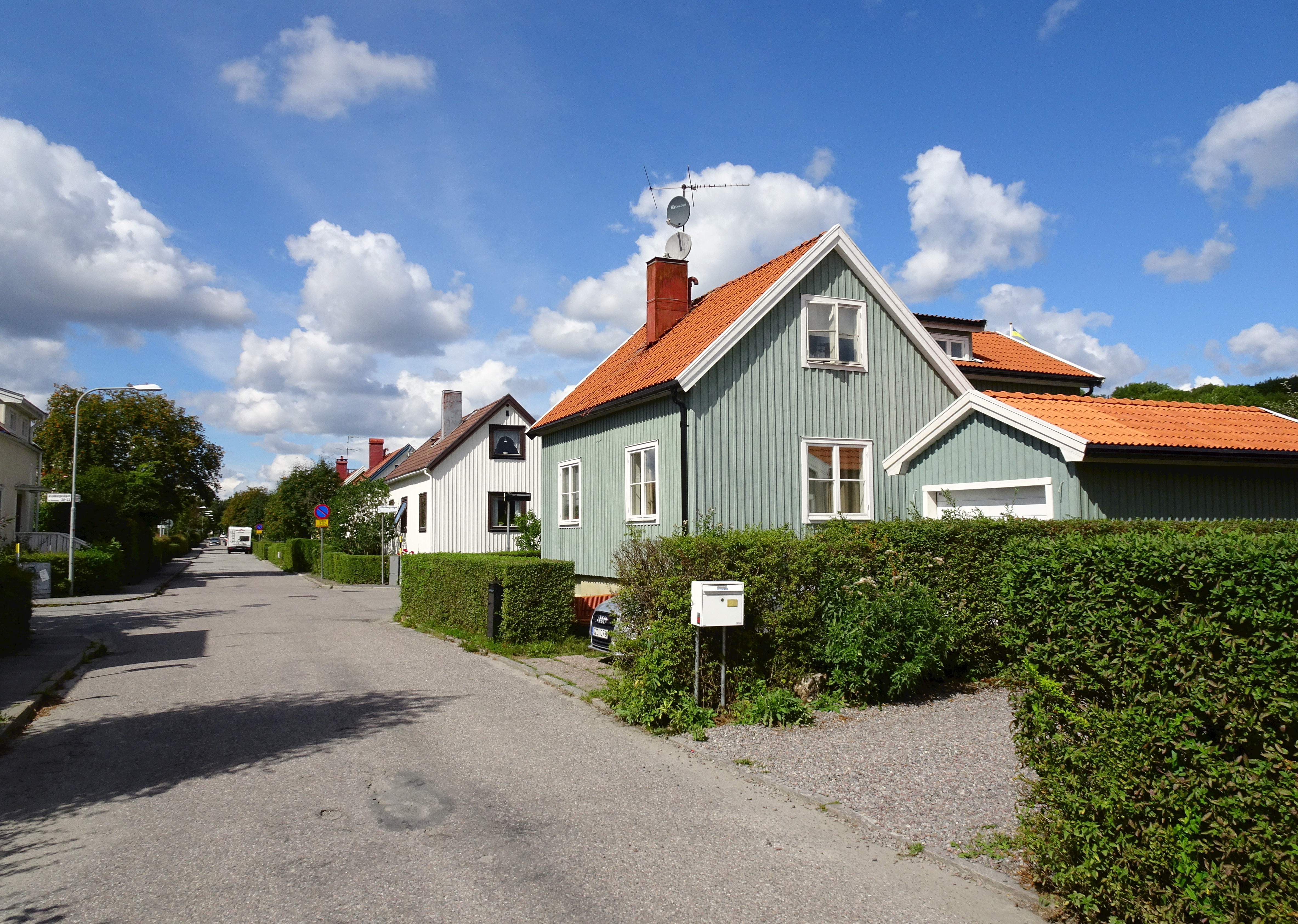
Enskedefältets småhus vid Finska gatan.
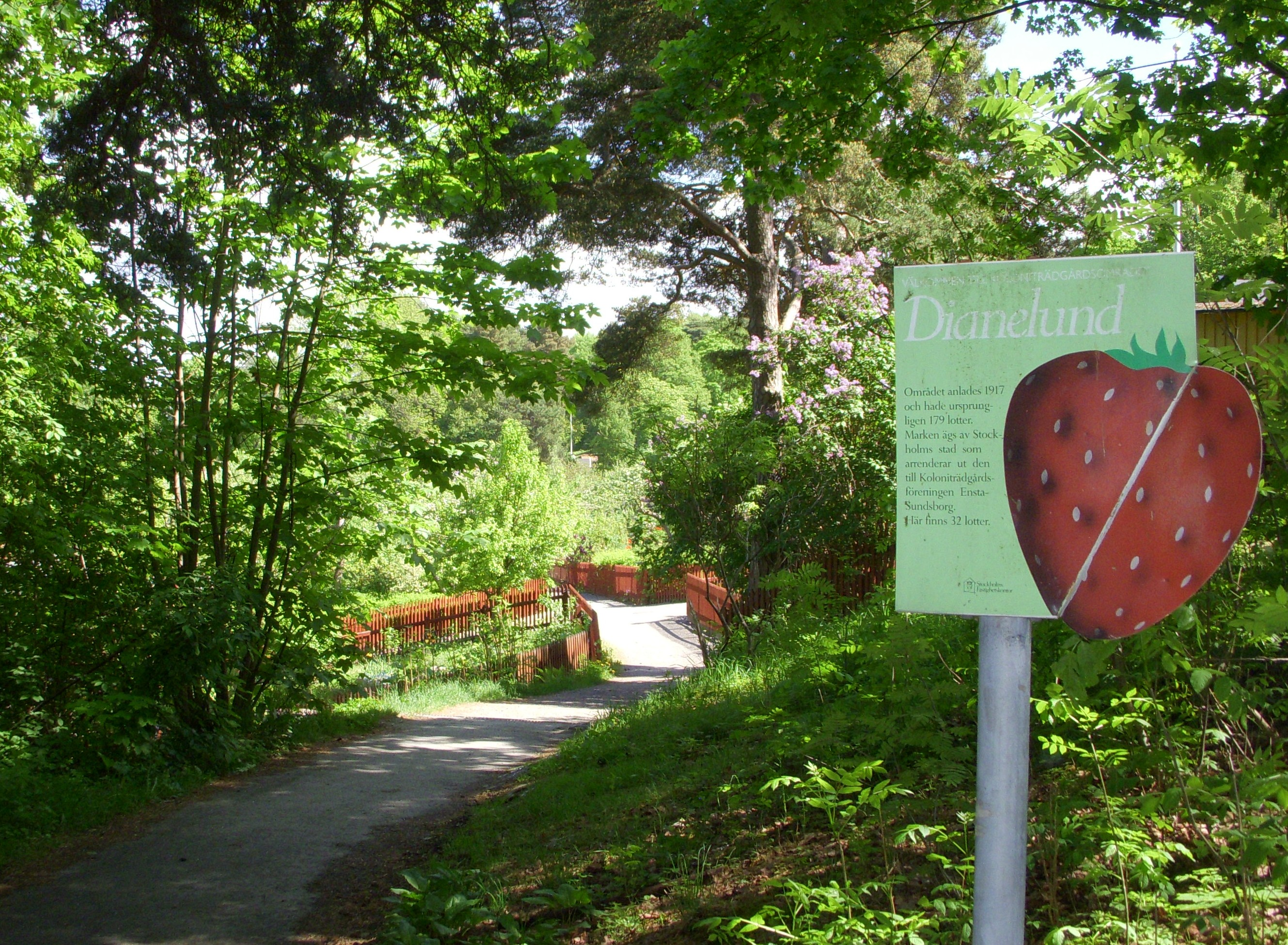
Dianelunds koloniträdgårdsförening.
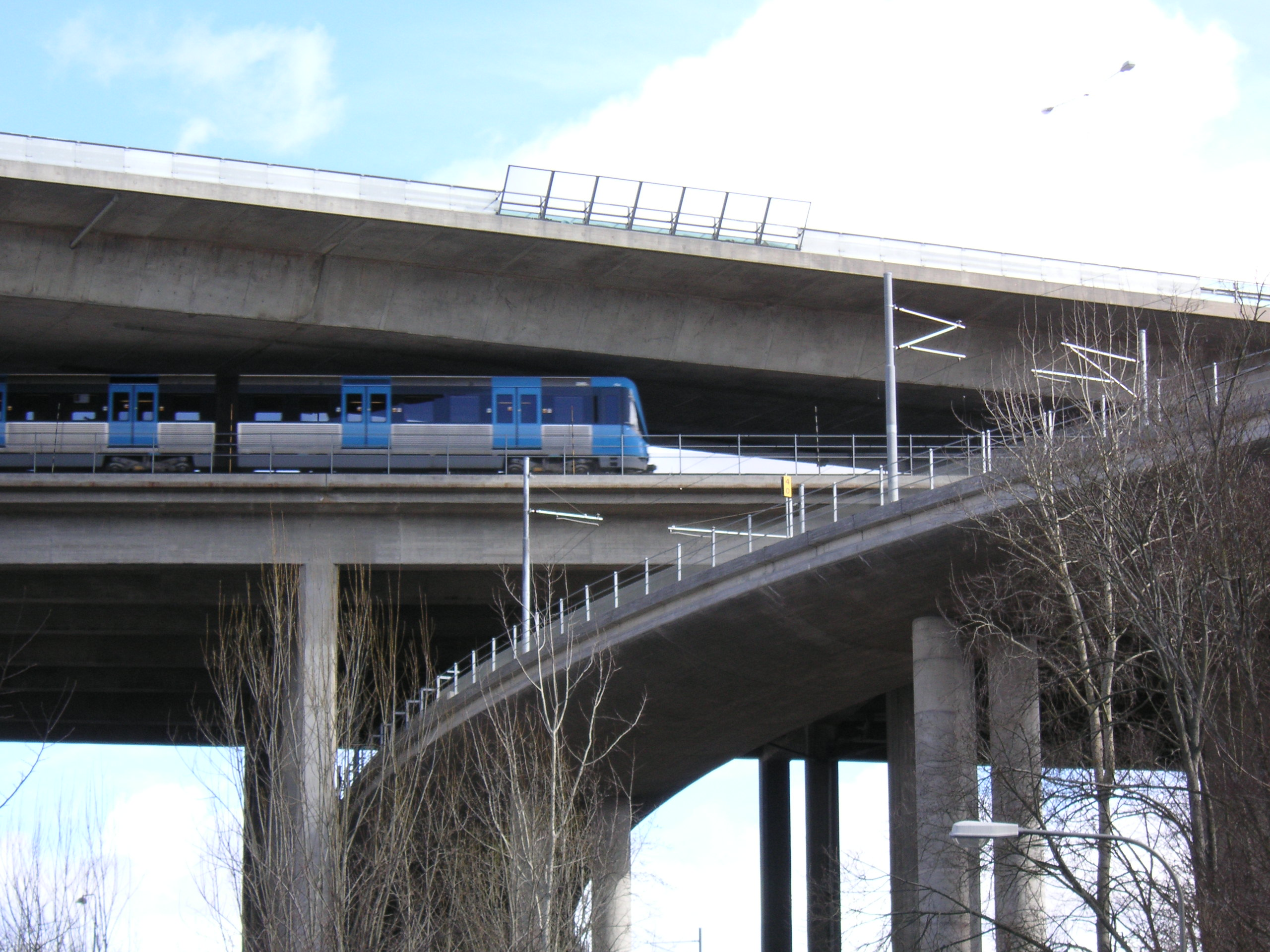
Johanneshovsbron, Skanstullsbron och Fredriksdalsbron.
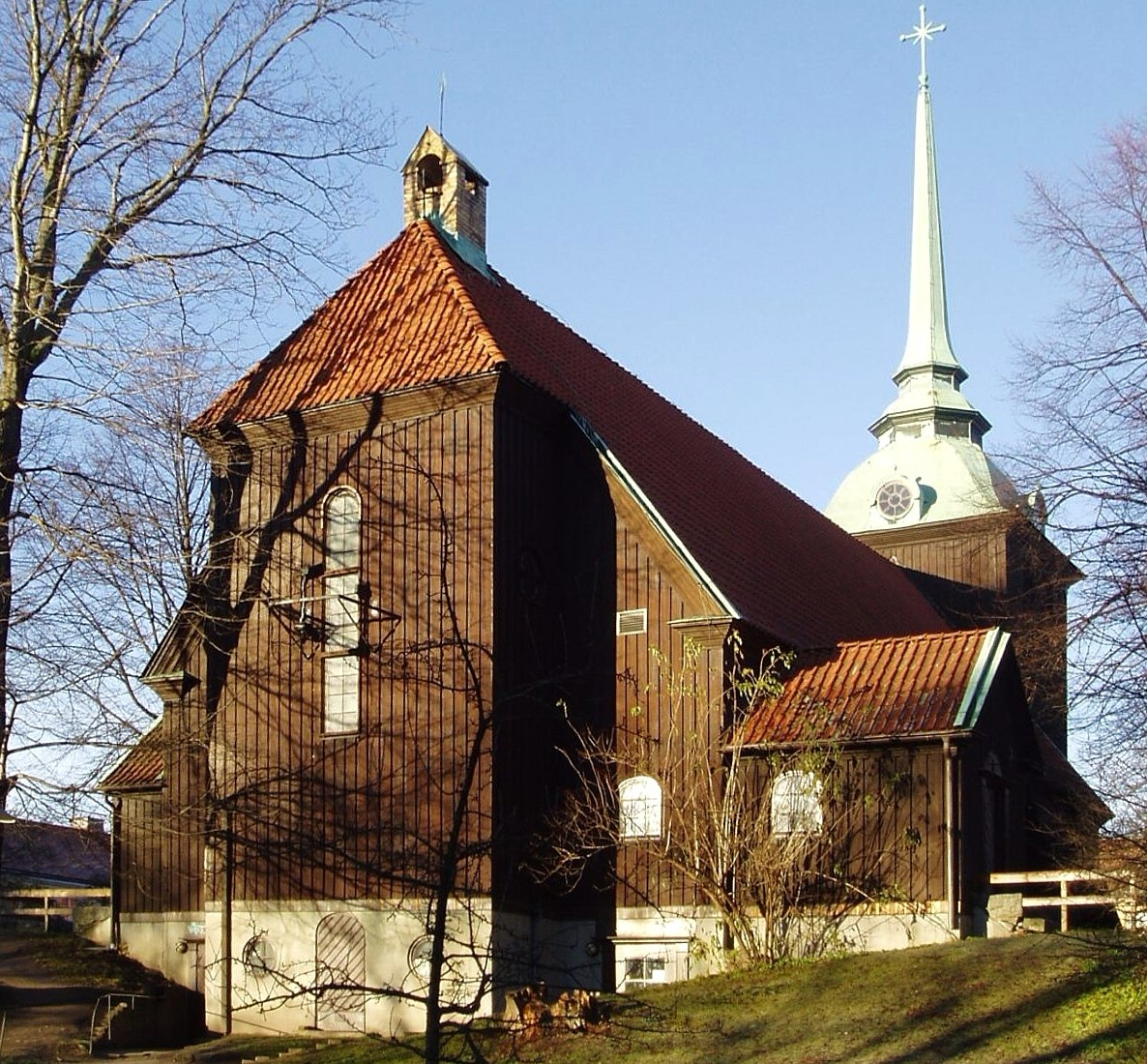
Allhelgonakyrkan.
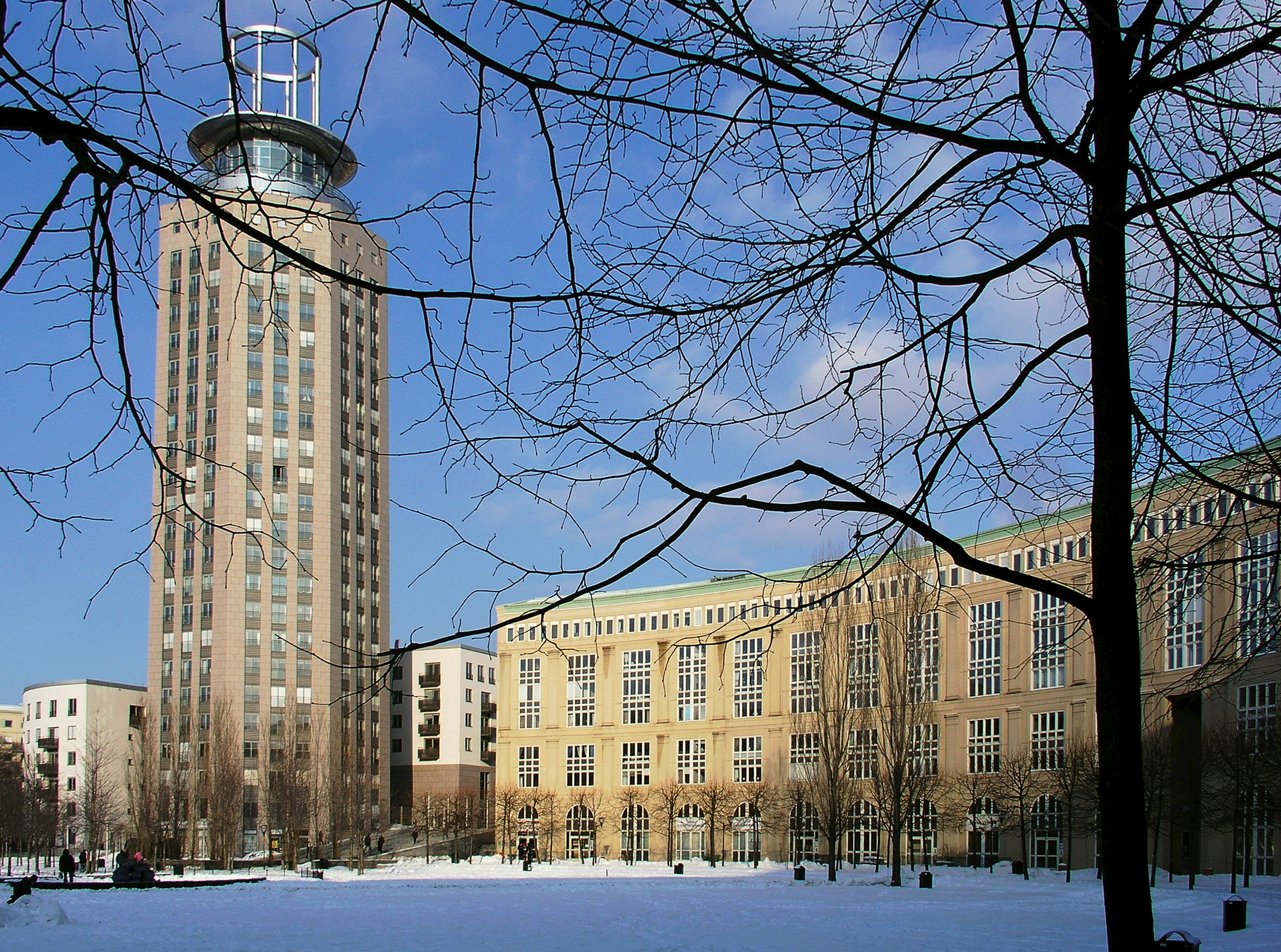
Bofills båge med Söder torn